# خلل التوتر العضلي الرمعي
خلل التوتر العضلي الرمعي أو متلازمة الرمع العضلي، هو اضطراب حركي نادر تتحرض فيه انقباضات عضلية عفوية تتسبب بوضعيات غير طبيعية. لم يُسجَّل لغاية الآن مدى انتشار خلل التوتر العضلي الرمعي، ومع ذلك، يقع هذا الاضطراب تحت مظلة اضطرابات الحركة التي تؤثر على الآلاف في جميع أنحاء العالم. ينتج خلل التوتر العضلي الرمعي عن طفرات في تشفير الجين إبسلون-ساركوغليكان لبروتين غشائي مدمج موجود في الخلايا العصبية والألياف العضلية. يُظهِر الأشخاص الذين يعانون من هذا المرض حركات سريعة تشنجية في الأطراف العلوية (رمع عضلي)، بالإضافة إلى تشوه وضعية الجسم بسبب التنشيط المتزامن للعضلات الناهضة والمناهضة (خلل التوتر).
يحدث خلل التوتر العضلي الرمعي بسبب وجود طفرات تعطيل (فقدان الوظيفة) في جين إبسلون-ساركوغليكان. يكون المرض وراثي قاهر، ولكن يتبع جين إبسلون-ساركوغليكان ظاهرة التطبع أو النسخ الجيني؛ أي يُعبِّر الجسم عن الأليل الأبوي فقط في هذه الحالة. لهذا، يرث الأطفال الذين يعانون من المرض الطفرة من الأب. إذا ورث الطفل الأليل المتحوِّر عن الأم، فمن غير المحتمل أن تظهر على الطفل أعراض.
لا يوجد لغاية الآن علاج لخلل التوتر العضلي الرمعي، ولكن تتوفر خيارات علاجية لأولئك الذين يعانون من المرض. يخفف الإيثانول في معظم الحالات من الأعراض بشكل جيد، وبالتالي تُسمى المتلازمة أيضًا «خلل التوتر العضلي المستجيب للكحول». يمكن استبدال الكحول بالبنزوديازيبينات -مثل الكلونازيبام- التي تعمل من خلال نفس الآلية. يعتبرالتحفيز العميق للدماغ خيار آخر قابل للتطبيق؛ إذ تستطيه هذه الوسيلة تخفيف الأعراض دون الآثار الجانبية غير المرغوب فيها للأدوية، وقد نجح ذلك في علاج اضطرابات الحركة الأخرى.

## العلامات والأعراض
يتميز خلل التوتر العضلي الرمعي بميزتين أساسيتين: الرمع العضلي وخلل التوتر. بالنسبة لغالبية الأفراد الذين يعانون من المرض، يكون الرمع العضلي السمة الأساسية والأكثر إعاقة مقارنةً بمكون خلل التوتر. تختلف أعراض خلل التوتر العضلي الرمعي بشكل كبير في شدتها.

### الرمع العضلي
يتميز الرمع العضلي بانقباضات سريعة تؤثر على الجزء العلوي من الجسم، بما في ذلك الرقبة والجذع والذراعين، ولكنها قد تؤثر أيضًا على الساقين. تتحرض هذه الحركات من خلال عوامل مختلفة بما في ذلك الإجهاد والضوضاء والكافيين والمحفزات الجسدية. يمكن وصف الرمع العضلي بطرق متعددة اعتمادًا على الأساس العصبي والنشاط العضلي والمحفزات. قد يكون الرمع العضلي إيجابيًا أو سلبيًا. يحدث الرمع العضلي الإيجابي عند القيام بنشاط عضلي يتضمن حركات عديدة قصيرة والرمع السلبي عندما يوجد نقص في النشاط العضلي. يُصنَّف الرمع العضلي من الناحية الفسيولوجية عادةً لتحسين العلاج. يُنذِر الرمع العضلي بخلل التوتر العضلي الرمعي، ويشيع حدوثه في فترة الطفولة أو اليفع.
يصنف الرمع العضلي كقشري أو تحت قشري أو محيطي أو شوكي. يكون الرمع القشري الأشيع بين هذه الأربعة ويؤثر على الأطراف العلوية والوجه. يُصنَّف خلل التوتر العضلي الرمعي ضمن الرمع تحت القشري وتحديدًا رمع الدماغ غير المجزأ أو رمع جذع الدماغ. تشمل الأعراض ضمن هذا التصنيف الاستجابة المفاجئة والرمع العضلي الانعكاسي الشبكي. تتسبب المنبهات المفاجئة مثل الضوضاء أو اللمس في المناطق المحيطة بالرأس أو الصدر في استجابة مفاجئة تصعد إلى جذع الدماغ ثم تنزل إلى الحبل الشوكي مما يجعل المريض يقوم بحركات تشنجية. فرط الإجفالية هو استجابة متصاعدة من جذع الدماغ، وبسببها سيواصل الشخص المصاب القيام بنفس الرد استجابةً للمنبهات المتكررة. على النقيض من ذلك، يحدث الرمع العضلي الانعكاسي الشبكي تلقائيًا للمنبهات المطبقة على الأطراف البعيدة. ينتج الرمع العضلي الشوكي عن عيوب في بنية النخاع الشوكي أو اتصالاته. يعطي الرمع العضلي المحيطي أعراض تتمثل بحركات تشنجية مترددة أشيعها تشنج نصف الوجه.